# Lipomera knorrae
Lipomera knorrae är en kräftdjursart som beskrevs av Wilson 1989. Lipomera knorrae ingår i släktet Lipomera och familjen Munnopsidae. Inga underarter finns listade i Catalogue of Life.